# لاجیک پراب

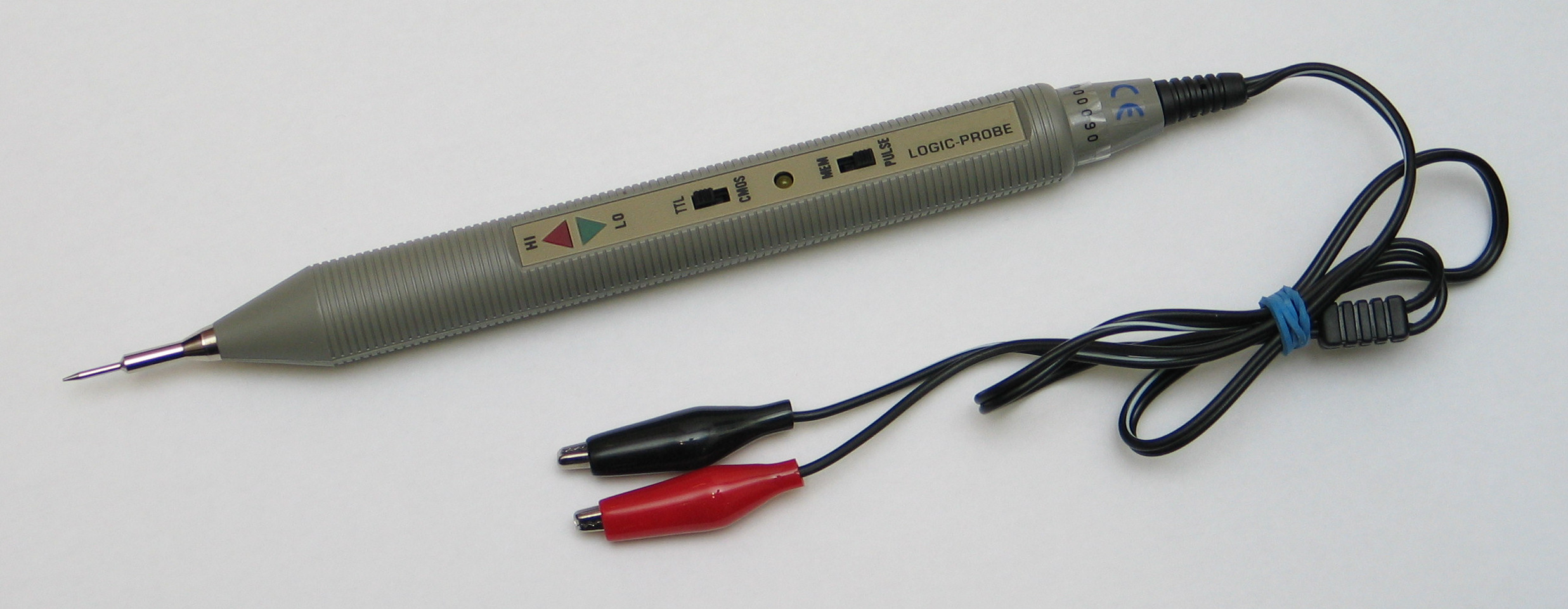
یک مدل پراب منطقی مجهز به صدای هشدار

لاجیک پراب (به انگلیسی: Logic Probe) یا کاوند منطقی یک پراب آزمایش دستی و کم‌هزینه است که برای تحلیل و عیب‌یابی حالات منطقی یک مدار الکترونیکی دیجیتال مورد استفاده قرار می‌گیرد. هنگامی که نیاز به مشاهده یا ثبت سیگنال در تعداد بالا وجود دارد، از تحلیلگر منطقی به عنوان جایگزین استفاده می‌شود.

## بررسی کلی
بیشتر پراب‌های منطقی از مدار مورد آزمایش تغذیه می‌شوند، و در مقابل برخی از آن‌ها از باتری استفاده می‌کنند. از این دستگاه‌ها می‌توان برای مدارات منطقی TTL (منطق ترانزیستور-ترانزیستور) یا CMOS (نیم‌رسانای اکسید-فلز مکمل) استفاده کرد، مانند آی‌سی‌های سری 7400، سری 4000، و خانواده‌های منطقی جدیدتر که از ولتاژهای مشابه پشتیبانی می‌کنند.
بیشتر پراب‌های منطقی مدرن معمولاً دارای یک یا چند LED روی بدنه خود هستند:
- LED برای نشان دادن وضعیت منطقی (1)
- LED برای نشان دادن وضعیت منطقی (0)
- LED برای نشان دادن تغییرات بین وضعیت‌های 1 و 0. مدار تشخیص پالس معمولاً یک قطعه گسترش‌دهنده پالس (Pulse-Stretcher) دارد که پالس‌های بسیار کوتاه را نیز روی LED قابل مشاهده می‌کند.

کنترلی روی پراب منطقی وجود دارد که امکان ثبت و ذخیره‌سازی یک رویداد واحد یا یک کارکرد مداوم را فراهم می‌کند.
هنگامی که پراب منطقی به یک سطح منطقی نامعتبر (شرایط خطا یا خروجی سه‌حالته) متصل شود یا اصلاً متصل نباشد، هیچ یک از LEDها روشن نمی‌شوند.
برخی پراب‌های منطقی دارای یک صدای هشدار هستند که بسته به مدل متفاوت است. برای یک مدل دو حالت ممکن است:
1. برای حالت منطقی (1) یک صدا پخش کند و در غیر این صورت هیچ صدایی تولید نکند.
2. برای حالت منطقی (1) صدایی با فرکانس بالا، برای حالت منطقی (0) صدایی با فرکانس پایین، و در صورت عدم اتصال یا سه‌حالته بودن هیچ صدایی تولید نکند. سیگنال‌های نوسانی باعث می‌شوند پراب بین صداهای حالت بالا و پایین تغییر کند.

## تاریخچه
اولین پراب منطقی توسط گری گوردون در سال ۱۹۶۸ اختراع شد. در آن زمان او در شرکت هیولت پاکارد (Hewlett-Packard) مشغول به کار بود. مدل 10525A اولین پراب منطقی HP بود که در کاتالوگ سال ۱۹۶۹ ارائه شد.